# Rezerwat archeologiczny w Rosku
Rezerwat archeologiczny w Rosku – rezerwat archeologiczny, zlokalizowany na terenie Kolonii Rosko, części wsi Rosko w gminie Wieleń, na północnym skraju Puszczy Noteckiej.

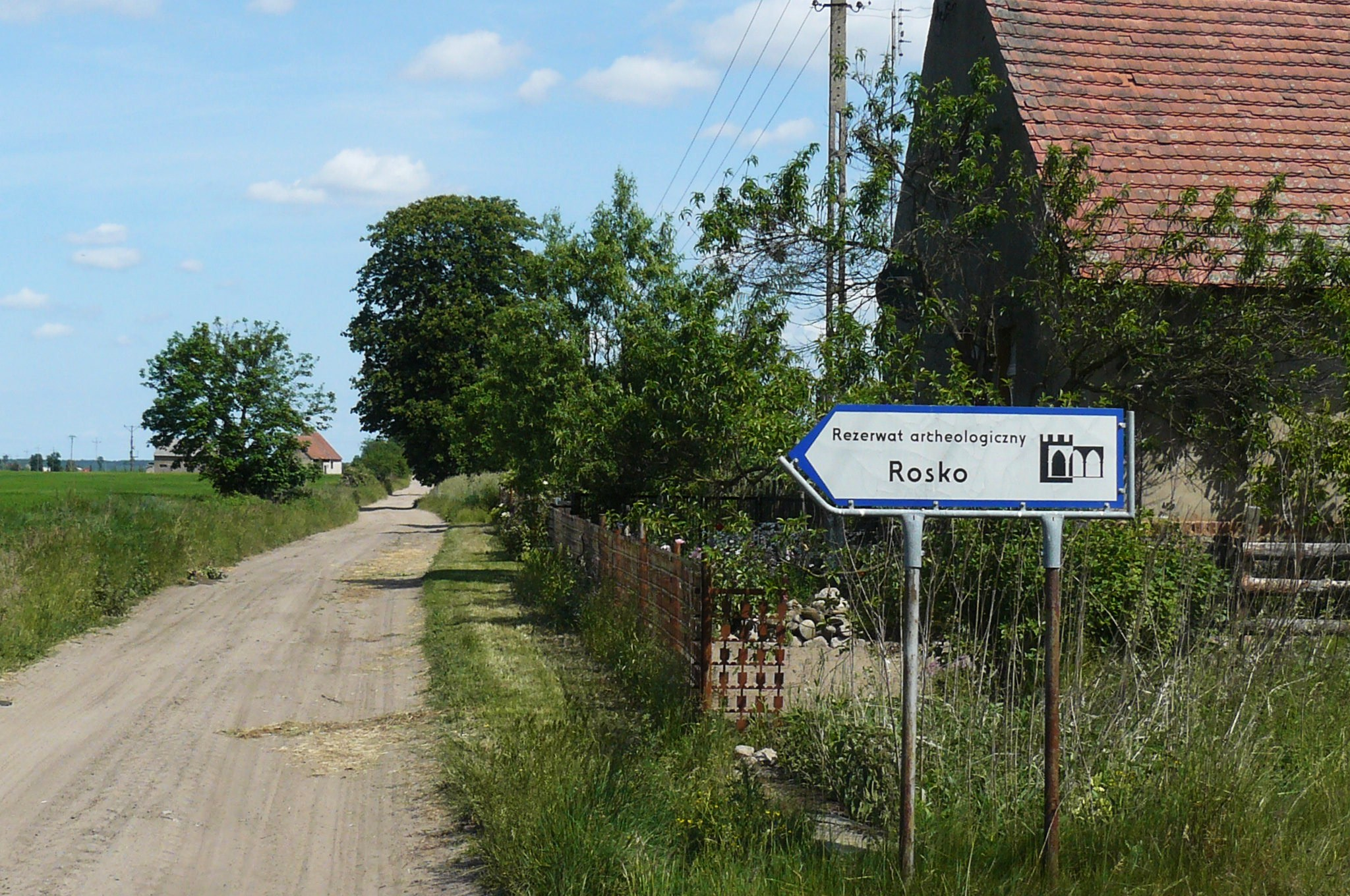
Drogowskaz

W latach 2001–2002 prowadzono na tym miejscu wykopaliska (sprowokowane pierwszymi odkryciami podczas orki w 1985), podczas których pozyskano duży zespół narzędzi z brązu datowanych na VIII wiek p.n.e. (kultura łużycka). Był to z pewnością największy poznany zespół przedmiotów brązowych (zwłaszcza siekierek, szpil i naczyń) odnalezionych na terenie Polski. Stanowił unikat również w skali europejskiej. Podczas tworzenia rezerwatu zrekonstruowano ołtarz ofiarny lub warsztat odlewnika pracującego tutaj w ok. VIII-VII w. p.n.e. (nie wiadomo czy takie elementy w rzeczywistości istniały na tym miejscu).
Dojazd od drogi wojewódzkiej nr 181 drogą polną, a na końcu dojście piesze w prawo – około 100 metrów (oznaczenia tablicami).